# Windows Live Gallery
Windows Live Gallery 可以下載微軟小工具提供的額外功能及服務，例如氣象、新聞等。

## 附加價值
Windows Live Gallery下載的小工具可以在以下地方使用。
- Gadgets
  - 在Windows Vista或Windows 7中的Windows資訊看板使用
  - 在Live.com使用
  - 提供Windows Live Spaces部落格使用

## 方式
Windows Live Gallery可以提供所有擁有Windows Live ID的人上傳自己製作的小工具，或是下載小工具，下載時會顯示是提供給何處使用，目前大多都提供給Live.com作為首頁小工具。